# Slægtsforskning
 "Ane" omdirigeres hertil. For pigenavnet, se Ane (navn).
Slægtsforskning, også genealogi - af græsk: genea familie; græsk: logos læren om - er udforskningen af det enkeltes menneskes eller den enkelte families afstamning, og i begge tilfælde fører det til en, mere eller mindre fuldstændig slægts-historisk præsentation. Udforskerne kaldes slægtsforskere eller genealoger.

## Historien
Man har kendt til slægtshistorie langt tilbage i tiden og i forskellige kulturer.
I den vestlige kulturkreds er de slægthistorier, der er omtalt i Bibelen nok bedst kendt. Første Mosebogs kapitel 5 handler om Adams slægtsbog, og kapitel 10 har overskriften "Folkeslagenes stamtavle", der indledes sådan:
1) Dette er Noas sønner, Sem, Kam og Jafets slægtsbog. Efter syndfloden fødtes der dem sønner. 2) Jafets sønner: Gomer, Magog, Madaj, Javan, Tubal, Mesjek og Tira.
I det gamle Rom blev det også skik, at man skulle kunne føre sin slægt tilbage, og netop af dette udviklede der sig en retspraksis omkring arveretten, der gjorde det nødvendigt at kunne beregne slægtskabet mellem den afdøde og arvingerne.
Beregning af slægtskabet kom til at betyde noget for den romerskkatolske kirke, da man skulle forhindre, at personer, der var i slægt med hinanden, indgik ægteskab. Her var ægteskab forbudt indtil 7. led i henhold til den kanoniske beregningsmåde, hvilket krævede et godt kendskab til slægten.
I Danmark tages ofte afsæt i Gorm den Gamle, der levede i første halvdel af 900-tallet. Hans slægt er især kendt fra de to store runesten Jellingstenene i Jelling. Man kender dog ikke med sikkerhed hans forældre; men der er lavet efterslægtstavler for ham, der er ført 16 generationer frem, det vil sige til omkring 1400-tallet. Et af de mest pålidelige værker herom er skrevet af genealogen Sixten Otto Brenner, Nachkommen Gorms des Alten, König von Dänemark. 
Udover praktiske formål som arveretten og det arvelige i religiøs betydning, fik slægtsforskningen speciel betydning for adelsfamilier, der lagde vægt på at kunne sandsynliggøre, at de var af standsmæssig og fornem slægt, og – måske – havde "blåt blod i årerne".
En af de europæiske familier, der kan følges længst tilbage i tid, er den irske kongeklan O'Neill,  der godt nok ikke dukker op i historiske kilder før omkring 1160; men selv regner sin historie tilbage til den helt mytiske Niall, angiveligt søn af kong Fenius af Skytien, og femte led efter Noas søn Jafet.  Amerikanske præsidenter som George Washington, John F. Kennedy, Richard Nixon og Barack Obama skal nedstamme fra Karl den Store. Ligeså Maria Stuart, dronning Beatrix og dronning Margrethe,  men det har de til fælles med de fleste andre europæere.  Langt ude er de fleste af os i familie. 
Tidligere blev slægtsforskningen udført af professionelle forskere (genealoger). I dag er slægtsforskning blevet populært også blandt private, der af lyst eller behov vil kende til deres ophav.

## Formål og begreber
Formålet med slægtsforskning er at belyse menneskers indbyrdes slægtsskab. Man anvender inden for slægtsforskningen begreberne proband, ane og anesammenfald.

### Proband
Den, hvis slægtsforhold skal belyses, kaldes i slægtsforskningen for proband.

### Aner
Forfædre og formødre kaldes i slægtsforskningen for aner (ental: ane).
Man skelner mellem
- agnatiske aner, der er ens mandlige forfædre, dvs. ens far, farfar, farfars far osv., – også kaldet sværdsiden
- kognatiske aner, der er alle ens forfædre og formødre uden hensyn kønnet på nogen af slægtsleddene.[8][9]

Adelighed arves almindeligvis kun fra ens agnatiske afstamning, ens fars slægt, mens fx retten til at kalde sig jøde går igennem kognatiske aner.[kilde mangler]

### Anesammenfald
Teoretisk sker der en fordobling i antallet af aner i hvert slægtled tilbage i tiden. I virkeligheden bliver antallet begrænset som følge af anesammenfald. Anesammenfald kan forekomme hvad enten, man beskæftiger sig med forslægten eller efterslægten.

## Hjælperedskaber
Slægtsforskere bruger som regel tre hjælpemidler i slægtsforskningen:
1. et oversigtsskema, der viser de fundne indbyrdes slægtsforbindelser, som regel med angivelse af navn, fødsels- og dødsår, næringsvej og levested;
2. et datablad for hver enkelt person, hvorpå der angives oplysninger om vedkommendes liv;
3. et arkiv til opbevaring af arkivalske dokumenter og genstande.

### Oversigtsskemaer
Med henblik på at få oversigt over slægtsforbindelser anvendes efter omstændighederne:
- en anetavle, der viser personers forfædre (forældre, bedsteforældre osv)
- en efterslægtstavle (stamtavle), der viser personens efterkommere (børn, børnebørn osv).
- en slægtsskabstavle, der viser alle blodslægtninge til den pågældende.

### Datablade
Datablade er en side, hvor man samler oplysningerne om de enkelte personers:
1. fulde navn samt evt. kaldenavn/kælenavn,
2. fødselsdato og fødselssted,
3. dåbsdate og dåbssted, desuden gudforældre og faddere,
4. forældrenes navne,
5. konfirmationsdato og konfirmationssted,
6. vielsesdato(er) og navn(e) på ægtefælle(r), desuden forlovere,
7. børn i og uden for ægteskabet med fødselsår,
8. dødsdato og dødssted,
9. begravelsesdato og begravelsessted,
10. næringsvej,
11. uddybende oplysninger om barndom, skolegang, ungdom, familiedannelse, karriere, alderdom, livssyn m.m.

Fordelen ved datablade er, at man let kan se hvilke oplysninger, man har og hvilke, der mangler.

### Arkiv
Som et led i slægtsforskningen opbygges som regel et arkiv til opbevaring af dokumenter, billeder og genstande knyttet til de personer, der indgår i slægtsundersøgelsen. Originale fotos kan opbevares i fotoalbums og da indsat med fotohjørner, der ikke skader billedet og muliggør eventuel udtagelse. Originale arkivalske dokumenter (dåbs- og vielsesattester, eksamensbeviser, breve og lignende) kan opbevares i plastlommer i ringbind, der ikke skader dokumentet (ingen "huller" med hullemaskine). Eventuelle genstande kan opbevares i æsker eller lignende. Alle originale dokumenter opbevares i et brandsikkert skab – der er intet mere forfærdeligt end den dag, en kortslutning lader ilden brede sig og brandvæsenets slukningsarbejde gør resten med hensyn til at ødelægge et møjsommeligt opbygget slægtsarkiv.

### Slægtsinterne kilder
Ved slægtsinterne kilder forstås dels familietraditioner, erindringer, overleveringer (herunder myter) og andet opbevaret i hukommelsen hos en eller flere af slægtens egne medlemmer, dels materielle vidnesbyrd så som fotografier, aktstykker af enhver art og genstande (arvesølv, arvestykker).
Slægtsforskning starter som regel med at registrere familietraditioner med mere. Dette skyldes flere forhold: for det første er det i reglen den letteste kilde at gå til, da de fleste kender deres egen fødselsdato, egne forældre, søskende og andre slægtninge i større eller mindre udstrækning, hvortil kommer de erindringer om sit liv den enkelte har. For det andet er der faren for, at slægtninge dør og den viden, de sad inde med, er gået tabt for evigt. For det tredje kan man ved at registre sådanne erindringer danne sig indtryk af hvad, der for den enkelte har været af betydning og hvad ikke. Ligeledes kan man ved at optage samtalen på film og bånd (samt alt, hvad moderne teknik ellers byder på) skabe sig et stemmearkiv af ældre talemåder (eller en dialekt) og danne sig et billede af personens væremåde, som kan være svært at beskrive i ord. De oplysninger, der således indsamles, bør omhyggeligt registreres med angivelse af hvor, hvornår og fra hvem, de stammer, for at andre (der ikke kender kildepersonen) skal kunne vurdere deres troværdighed. Man bør bemærke sig såvel oplysninger, som man ved er sande, som oplysninger, man ved ikke er det. Derved kan man vurdere i hvilken udstrækning, personen forsøger at "forskønne" sin fremstilling eller måske bærer avind mod andre eller af andre grunde "farver" sin beskrivelse. Endelig bør ikke forbigås den gensidige fornøjelse det er for den ældre at genkalde sig erindringer, for den yngre at få et levende indtryk af svundne tiders livsforhold.
Listen over aktstykker, der i hovedreglen opbevares i familien er lang. Her kan blandt andet nævnes:
1. fødsels- og dåbsattester,
2. vaccinationsattester,
3. karakterbøger og eksamensbeviser (herunder svendebreve m.v.),
4. skudsmålsbøger og andre udtalelser fra arbejdsgiver,
5. vielsesattester,
6. ejendomsdokumenter,
7. skattepapirer, selvangivelser, regnskabsbøger,
8. dagbøger og erindringer, lejlighedsviser, forfattede artikler og avisartikler m.m.,
9. breve og postkort skrevne af familiemedlemmer, venner og bekendte,
10. soldaterpapirer,
11. billeder (fotografier, silhouetklip) af personer, levesteder, begivenheder, idet man bør angive på bagsiden eller på et stykke papir vedlagt ophavsperson samt hvad, hvilken begivenhed eller hvem, billederne viser[13].

Kan man ikke skaffe sig aktstykker i original, bør man skaffe sig en kopi eller afskrift af disse.
Materielle genstande kan være arvesølv, husgeråd, bøger, klæder og lignende, idet man altid bør notere sig hvem, der har anskaffet dem, hvem der har arvet dem og lignende så langt, det er muligt, for derved at danne sig et indtryk af den enkeltes liv og velstand.
Har slægten (eller den enkelte person) tilknytning til et bestemt sted, bør også gravindskrifter og epitafier registreres dels billedligt (fotografi), dels ved ordret afskrivning. Er der lakuner i teksten (på grund af afslag eller slid) bør disse omhyggeligt opmåles.

### Håndskrevne kilder
De vigtigste håndskrevne kilder er:
- Kirkebøgerne, hvor man kan finde oplysninger om fødsel, dåb, konfirmation, vielse og død;
- Folketællingerne med oplysninger om hvor, personerne boede i bestemte år, familieforhold, alder og næringsvej;
- Kopulationsprotokoller, som indgang til kirkebøgerne
- Skifteprotokoller, som indeholder opgørelser over boet, når personer dør;
- Fæsteprotokoller. Oplysning om aftale (fæstebrev) mellem gods og fæstebonde;
- Matrikelbøger, som har oplysninger om fast ejendom;
- jordebøger. Godsejeres oversigt over deres ejendomme og brugere;
- skøde- og panteprotokoller,
- tingbøger, hvori tingsvidner og retsafgørelser;
- Lægdsrullerne, som er lister over værnepligtige mænd og drenge.
- Retsprotokoller. Hvis een af ens forfædre har været i retten om det så er som anklaget eller vidne, står der som regel en del personlige oplysninger, som det ellers kan være svært af finde.

### Trykte kilder
Hertil regnes:
- Vejvisere og telefonbøger,
- Dansk Biografisk Leksikon,
- staterne, der er fortegnelser over personer med samme erhverv eller har samme uddannelse[15],
- Kraks Blå Bog,
- lokalhistoriske beskrivelser,
- Trap Danmark, der er en fyldig topografisk beskrivelse af Danmark,
- i nyere tid kan aviser indeholde stof af interesse (fx nekrologer[16]).

På bibliotekerne findes bøger om slægtsforskning under gruppe 99.7 og 99.8.

### Elektroniske kilder
Også på internettet kan man i dag finde mange slægtsoplysninger, idet mange enkeltpersoner lægger deres anetavler ud til offentligt brug eller offentliggør renskrivninger af kildemateriale af interesse. Af andet materiale kan nævnes:
- film (smalfilm og lignende),
- kasettebånd (sjældnere store bånd eller plader med stemmeoptagelser).

I fremtiden må man regne med at stadig flere oplysninger opbevares elektronisk.

## Metoder
Slægtsforskningen gør brug af forskellige metoder og fremgangsmåder i sit arbejde.